# Rosa Gauditano
Rosa Jandira Gauditano (São Paulo, 3 de abril de 1955 – 7 de agosto de 2025) foi uma fotógrafa brasileira conhecida por seu trabalho na documentação da situação de pessoas marginalizadas no Brasil desde a década de 1970, como as populações LGBT e indígenas. Suas obras estão classificadas dentro da fotoetnografia.

## Carreira
Antes de se tornar fotógrafa, Rosa estudou Jornalismo na Faculdade Cásper Líbero (FCL), nos anos de 1974 e 1975. Dois anos depois, em 1977, ela passa a trabalhar como fotógrafa para jornais e revistas, entre eles o jornal da imprensa alternativa Versus. Seu trabalho nesta época focou no registro da mobilização dos operários do ABC paulista, que teve início em 1977 e se prolongou por mais quatro anos. Ela se tornou a editora de fotografia durante seu tempo na Versus.
Em 1978 ela faz um curso de Fotografia na Fundação Armando Alvares Penteado (FAAP), e outro em 1980 na FCL, mas não chega a concluir este último. Entre os anos de 1980 e 1981, Gauditano atua como professora convidada de fotojornalismo na Pontifícia Universidade Católica de São Paulo (PUC-SP). No ano de 1984 ela trabalha para o jornal Folha de S.Paulo, e entre 1985 e 1986 para a revista Veja. No ano de 1985 fundou sua própria agência de fotografia, Fotograma Fotojornalismo e Documentação, junto de Ed Viggiani e Emidio Luisi, através da qual passa a trabalhar autonomamente.
Em 1989, Rosa teve seu primeiro contato com os povos indígenas, no Pará, e passa então a documentar a situação dos povos indígenas no Brasil, assim como seus costumes, entre eles os carajás, caiapós, tucanos, ianomâmis, xavantes, guaranis e pancarus.
Rosa faleceu em 7 de agosto de 2025, aos 70 anos de idade, vítima de um infarto.

## Obras

### Exposições
- 2007: Raízes do povo Xavante, Galeria da Caixa, Curitiba.[6]

### Livros
- 1998: Índios. Os Primeiros Habitantes ISBN 9788506030356
- 2003: Raízes do Povo Xavante ISBN 9788590365112
- 2004: Festas de Fé ISBN 9788585371517

### Crónicas em jornais
- 2020: escreve crónicas para o jornal Público em que alerta para a situação dos indígenas brasileiros durante a pandemia do Covid19 [7]